# Antracosaures
Els antracosaures (Anthracosauria) són un clade de tetràpodes similars a rèptils. El nom «Anthracosauria» prové del grec i significa 'llangardaixos del carbó' perquè moltes de les seves restes fòssils han estat trobades a Coal Measures, un terme litostratigràfic utilitzat per a designar la part del Carbonífer superior que conté carbó.